# 萊蘇姆河

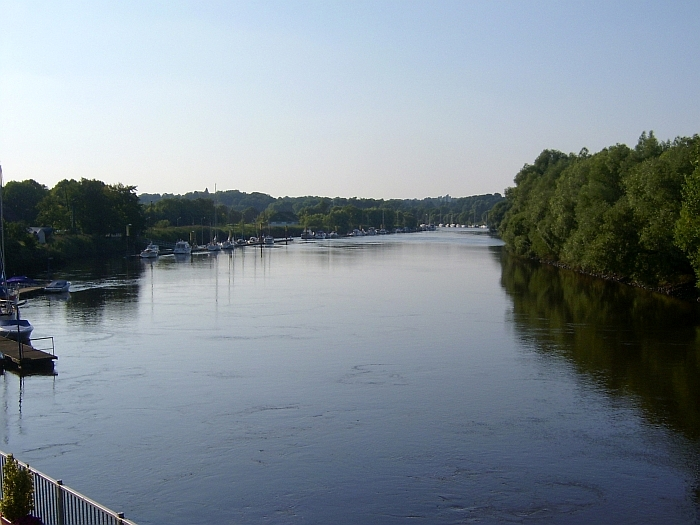
萊蘇姆河近韦格萨克處

萊蘇姆河（德語：Lesum，發音：[ˈleːzʊm]）是德國的河流，位於該國北部，屬於威悉河的左支流，河道全長10公里，流域面積2,188平方公里，發源自里特魯德附近，河口處在埃尔斯弗莱特，平均流量每秒23米。